# Cúp Puskás 2008
Cúp Puskás 2008 là mùa giải đầu tiên của Cúp Puskás, diễn ra từ 2 tháng Tư đến 5 tháng Tư. Real Madrid C.F. giành chức vô địch đầu tiên khi đánh bại Puskás Akadémia FC 5-1 trong trận chung kết.

## Đội bóng tham gia
- Budapest Honvéd FC (đội cũ của Ferenc Puskás)
- Panathinaikos F.C. (đội cũ của Ferenc Puskás)
- Puskás Academy (chủ nhà)
- Real Madrid C.F. (đội cũ của Ferenc Puskás)

## Địa điểm
- Stadion Sóstói
- Felcsút

Kết quả
|  | Bán kết                | Bán kết        |                        |   | Chung kết | Chung kết |
|  |                        |                |                        |   |           |           |
|  | 14 tháng Sáu – Felcsút |                |                        |   |           |           |
|  |                        |                |                        |   |           |           |
|  | Panathinaikos          | 0              |                        |   |           |           |
|  | Panathinaikos          | 0              | 18 tháng Sáu – Felcsút |   |           |           |
|  | Real Madrid            | 3              |                        |   |           |           |
|  | Real Madrid            | 3              | Real Madrid            | 5 |           |           |
|  | 14 tháng Sáu – Felcsút |                | Real Madrid            | 5 |           |           |
|  |                        | Puskás Academy | 1                      |   |           |           |
|  | Budapest Honvéd        | Puskás Academy | 1                      | 0 |           |           |
|  | Budapest Honvéd        |                |                        | 0 |           |           |
|  | Puskás Academy         | 1              |                        |   |           |           |
|  | Puskás Academy         | 1              | Tranh hạng ba          |   |           |           |
|  |                        |                |                        |   |           |           |
|  | 17 tháng Sáu – Felcsút |                |                        |   |           |           |
|  |                        |                |                        |   |           |           |
|  | Panathinaikos          | 1              |                        |   |           |           |
|  | Panathinaikos          | 1              |                        |   |           |           |
|  | Budapest Honvéd        | 0              |                        |   |           |           |

## Cầu thủ ghi bàn
Source: http://www.puskassuzukicup.net/tortenet2008 Lưu trữ ngày 31 tháng 5 năm 2014 tại Wayback Machine
4 bàn
- Francisco Sol (Real Madrid)

1 bàn
- Csurka (Puskás Academy)
- Ádám Gyurcsó (Puskás Academy)
- Makaronas (Panathinaikos)
- Boto (Real Madrid)
- De las Heras (Real Madrid)
- Exposito (Real Madrid)

phản lưới
- Liolos (Panathinaikos)